# Paul Stengel
Paul August Wilhelm Stengel (* 18. Februar 1851 in Szabienen, Kreis Darkehmen, Ostpreußen; † 23. Februar 1929 in Schlachtensee, Berlin-Zehlendorf) war ein deutscher Altphilologe und Gymnasiallehrer.

## Leben
Als Sohn des örtlichen Superintendenten Wilhelm Stengel (1822–1895) geboren, legte Paul 1869 sein Abitur am Kgl. Gymnasium Lyck ab. Danach schrieb er sich für das Wintersemester 1869/70 zum Theologiestudium an der Universität Königsberg ein, wechselte später zur Philologie und schloss im Dezember 1874 mit dem Zeugnis der Lehrbefähigung ab. Im Jahr darauf wurde er an der Universität Jena mit einer Dissertation über Aischylos promoviert. Nach seinem Probehalbjahr als Hilfslehrer in Graudenz war er vom Herbst 1875 bis zu seiner Pensionierung 1913 als Gymnasiallehrer am Joachimsthalschen Gymnasium in Berlin tätig, seit 1891 mit dem Titel Professor. Im November 1919 zog er nach Linz am Rhein.
Seit 1879 war Stengel regelmäßiger Mitarbeiter der Neuen Jahrbücher für Philologie und Paedagogik (bzw. der Jahrbücher für classische Philologie), und ab 1891 veröffentlichte er zahlreiche Beiträge in der Zeitschrift Hermes. In seinen Arbeiten beschäftigte er sich vorwiegend mit Fragen von Religion und Kult und insbesondere den Opferbräuchen der griechischen Antike. Er ist Verfasser eines Teilbandes über Die griechischen Kultusaltertümer des Handbuchs der Altertumswissenschaft (in der 2. und 3. Auflage, Koautor bei der 1. Auflage). Außerdem war er Mitarbeiter von Paulys Realencyclopädie der classischen Altertumswissenschaft. Sein Buch über Opferbräuche der Griechen, Frucht seiner jahrzehntelangen Beschäftigung mit dem Thema, galt Paul Wendland als „ein Muster an religionsgeschichtlicher Methode“.

## Schriften (Auswahl)
- De fato Aeschyleo – Internet Archive. Diss. Phil., Jena 1875.
- Quaestiones Sacrificales. In: Jahresbericht über das Königlich Joachimsthalsche Gymnasium 1878/79. Draeger, Berlin 1879, S. 1-30.
- Ad res sacras cognoscendar cuiusnam mementi sint scholia Aristophanea. In: Symbolae Joachimicae. Festschrift des Kgl. Joachimsthalschen Gymnasiums zu Berlin, Bd. 1. Weidmann, Berlin 1880, S. 159–186.
- Die Einführung der in homerischer Zeit noch nicht bekannten Opfer in Griechenland. In: Jahrbücher für classische Philologie 29, 1883, S. 361–379.
- Handbuch der klassischen Altertums-Wissenschaft, 5. Band 3. Abt.
  1. Auflage mit Gustav Oehmichen: Die griechischen Sakralaltertümer und das Bühnenwesen der Griechen und Römer. Beck, München 1890, archive.org
  2. Auflage: Die griechischen Kultusaltertümer.  Beck, München 1898, archive.org
  3. Auflage: Beck, München 1920
- Buphonien. In: Rheinisches Museum für Philologie. Band 52 (1897), S. 399–411 DFG/Rheinisches Museum (PDF)
- Opferbräuche der Griechen. Teubner, Leipzig 1910. Nachdruck: Teubner, Stuttgart 1972, ISBN 3-519-07246-7.
- Friedlaender, Ludwig Heinrich. In: Biographisches Jahrbuch, 15. Band, 1910 (1913), S. 221–237.
- Zu den griechischen Sakralaltertümern. In: Hermes 59, 1924, S. 307–321.